# Nikola Pejaković
Nikola Pejaković - Kolja (Banja Luka, 16. rujna 1966.) je bosanskohercegovački i srbijanski glumac, redatelj, scenarist i glazbenik. 

## Biografija
Rođen je 16. rujna 1966. godine u Banjoj Luci. Poslije završene Srednje likovne škole upisao je Fakultet dramskih umjetnosti u Beogradu, odsjek kazališne režije. Dobitnik je nagrada: za najbolju režiju na 7. međunarodnom festivalu komedije „Mostarska liska“ za režiju predstave „Narodni poslanik“, najbolju režiju na 54. „Sterijinom pozorju“, plaketu udruženja građana „Grad“ za razvoj kazališne scene u Republici Srpskoj i režiju predstave „Narodni poslanik“
Član je glazbene skupine Kolja i Smak Belog Dugmeta.

## Glazba i Kolja
Kolja je u dva navrata okupio grupu prijatelja u ad hoc glazbenu skupinu „Kolja i smak belog dugmeta“ tj. današnje ''Grobovlasnike'' i s njima snimio dva glazbena albuma koji nisu doživjeli veću komercijalizaciju, ali neobična glazba i tekstovi s tih albuma su ipak ostali zapaženi.

## Vanjske poveznice
- Nikola Pejaković - Kolja u internetskoj bazi filmova IMDb-u (engl.)
- Da mogu promenio bih ceo život („Blic“, 29. jun 2008.)